# Trémentines
Trémentines is een gemeente in het Franse departement Maine-et-Loire (regio Pays de la Loire). De plaats maakt deel uit van het arrondissement Cholet. Trémentines telde op 1 januari 2022 3.078 inwoners.

## Geografie
De oppervlakte van Trémentines bedroeg op 1 januari 2022 34,06 vierkante kilometer; de bevolkingsdichtheid was toen 90,4 inwoners per km².

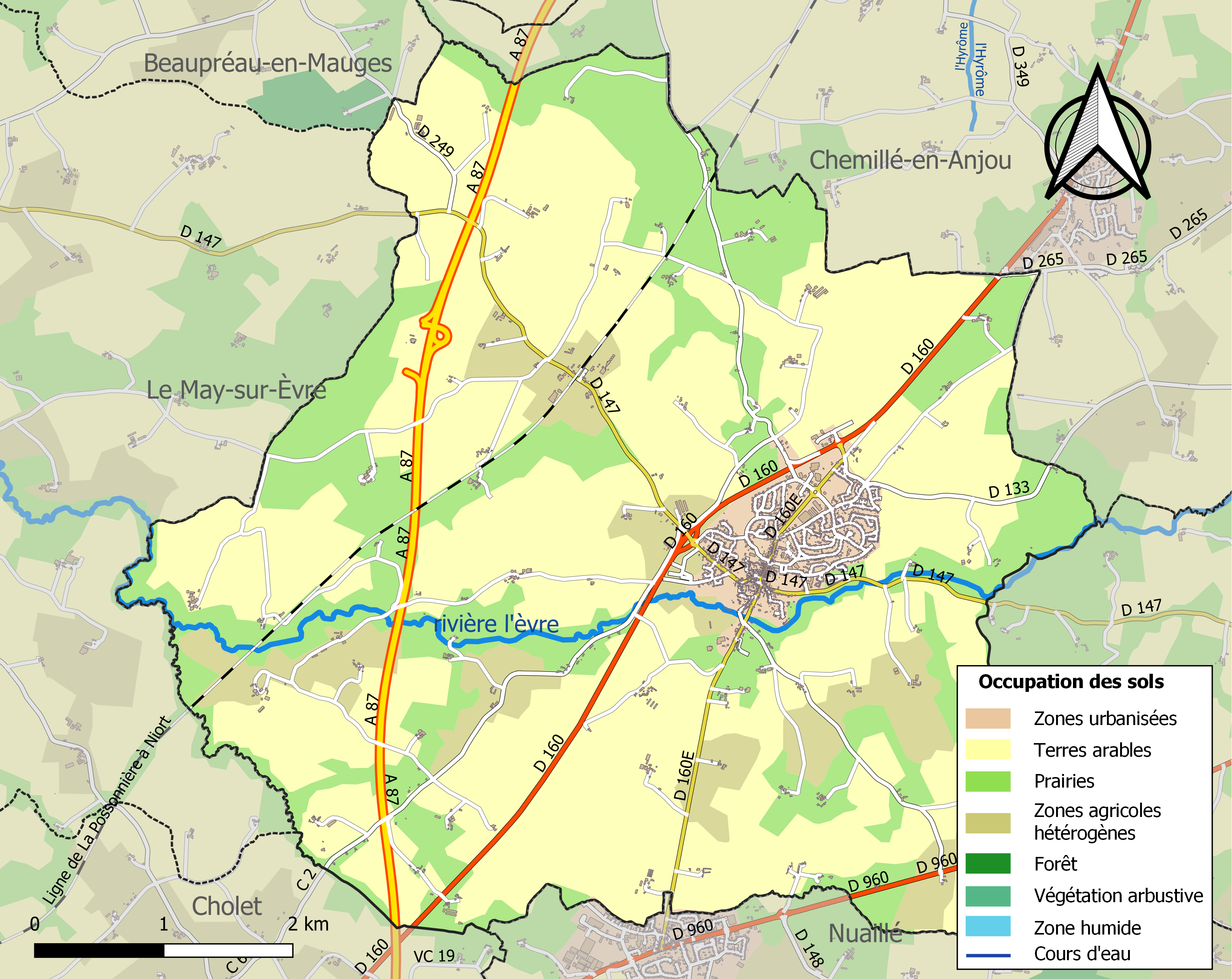
Kaart van de gemeente met de belangrijkste infrastructuur, bodemgebruik en omliggende gemeenten

## Demografie
Onderstaande figuur toont het verloop van het inwonertal (bron: INSEE-tellingen).